# سلیم‌خان حسینف
سلیم‌خان حسینف (به روسی: Зелимхан Гусейнов؛ به ترکی آذربایجانی: Zəlimxan Hüseynov؛ زادهٔ ۱۳ ژوئیه ۱۹۸۱) کشتی‌گیر پیشین چچنی‌تبار کشور جمهوری آذربایجان است که در دستهٔ ۶۰ کیلوگرم کشتی آزاد مسابقه می‌داد. حسینف دارندهٔ یک مدال نقره (۲۰۰۹) و یک برنز (۲۰۱۰) از مسابقات قهرمانی کشتی جهان و نیز مدال طلای مسابقات قهرمانی کشتی اروپا (۲۰۰۹) است.
حسینف در قهرمانی جهان ۲۰۰۱ عضو تیم ملی روسیه بود اما پس از عدم راهیابی دوباره به تیم ملی از سال ۲۰۰۸ برای جمهوری آذربایجان در مسابقات بین‌المللی شرکت کرد. او در مسابقات دستهٔ ۶۰ کیلوگرم المپیک ۲۰۰۸ پکن رقابت کرد که در دو مسابقهٔ مقدماتی را پیروز شد اما با شکست برابر ماولت باتیروف از روسیه و مراد محمدی از ایران در دیدارهای سرگروهی و رده‌بندی، به مقام پنجم رسید.